# Nymphaea caerulea
Nymphaea caerulea, hay súng xanh Ai Cập, sen xanh Ai Cập, là một loài thủy sinh thuộc chi Súng. Giống như những loài khác trong chi, N. caerulea có chứa chất aporphine (đừng nhầm lẫn với apomorphine). Đây là một loài hoa gắn liền với nền văn minh Ai Cập cổ đại.

## Mô tả
Sông Nin được xem là môi trường sống ban đầu của N. caerulea, cũng như các khu vực khác thuộc Đông Phi. Trong thời cổ đại, nó đã có mặt ở các vùng thuộc tiểu lục địa Ấn Độ và Thái Lan.
Lá của N. caerulea tròn và lớn, rộng chừng 25 đến 40 cm, có khía hình chữ V ở thân lá. Hoa của nó có đường kính khoảng 10 – 15 cm. Trong văn học, hoa của N. caerulea được mô tả là nở vào lúc bình minh và khép lại, chìm xuống nước vào lúc hoàng hôn. Thực tế, chồi hoa sẽ nhú lên bề mặt nước vào khoảng 2 - 3 ngày, và khi sẵn sàng, chúng sẽ mở những cánh hoa vào khoảng 9 - 10 giờ sáng và khép lại khi về xế chiều. Hoa và chồi không dâng cao lên khỏi mặt nước vào buổi sáng, và cũng không chìm vào ban đêm. Hoa có màu trắng hơi phớt màu xanh trời hoặc mang màu trắng-cẩm quỳ. Ở chính giữa của hoa mang màu vàng nhạt.

## Sử dụng
Chất aporphine trong loài hoa này đã được biết đến bởi người Maya và Ai Cập cổ đại. Chúng có tác dụng an thần nhẹ, gây tê hoặc giảm đau. Chúng cũng được sử dụng làm trà và nước hoa từ thời xưa.

## Nghệ thuật
Cùng với hoa sen trắng Nymphaea lotus, N. caerulea thường được mô tả trong nghệ thuật Ai Cập cổ đại: trên các bức vẽ, phù điêu...; chúng thường xuất hiện trong những khung cảnh nghi lễ tôn giáo. N. caerulea được coi là biểu tượng của mặt trời, vì những hoa của nó khép vào ban đêm và nở lại vào buổi sáng. N. caerulea là hiện thân của thần sắc đẹp và y học Nefertem.